# Yversay
Yversay est une commune du Centre-Ouest de la France, située dans le département de la Vienne (région Nouvelle-Aquitaine).

## Géographie

### Communes limitrophes
Les communes limitrophes sont Cissé, Neuville-de-Poitou, Villiers et Vouillé.
|          | Saint-Martin-la-Pallu |                    |
| Villiers | Yversay               | Neuville-de-Poitou |
|          | Vouillé               | Cissé              |

### Géologie et relief
La région d'Yversay présente un paysage de plaines de champs ouverts. Le terroir se compose de groies moyennement profondes pour 88 % et de groies profondes pour 12 %. Les groies sont terre du sud-ouest de la France, argilo-calcaire peu profondes -en général de moins de 50 cm d’épaisseur -, plus ou moins riches en cailloux. Ce  sont des terres fertiles et saines et donc, propices à la polyculture céréalière.
En 2006, 95 % de la superficie de la commune était occupée par l'agriculture et 5 % par des zones construites et aménagées par l'homme (voirie).
La forêt privée, en 2007, représente 4 hectares soit 1 % du territoire communal. Les espaces boisés (la moyenne sur la région Poitou-Charentes est de 15 %, et 29,2 % pour la France) sur le territoire communal contribuent à assurer des fonctions de production (bois d’œuvre mais aussi bois énergie), de protection (espèces, qualité des eaux) et sociales (accueil du public). Les forêts les plus anciennes ou implantées dans des conditions écologiques particulières (pentes, bords de cours d'eau, etc.) abritent en général la biodiversité la plus forte. Mais, au cours de l’histoire, pour répondre aux besoins d'une population rurale importante, la forêt poitevine a été intensément défrichée et surexploitée jusqu’à la révolution industrielle. Environ la moitié des forêts actuelles du Poitou n'existait pas il y a 200 ans.

### Climat
Pour des articles plus généraux, voir Climat de la Nouvelle-Aquitaine et Climat de la Vienne.
Historiquement, la commune est exposée à un climat océanique du nord-ouest.
En 2020, Météo-France publie une typologie des climats de la France métropolitaine dans laquelle la commune est exposée à un climat océanique altéré et est dans la région climatique Poitou-Charentes, caractérisée par un bon ensoleillement, particulièrement en été et des vents modérés.
Pour la période 1971-2000, la température annuelle moyenne est de 11,6 °C, avec une amplitude thermique annuelle de 14,7 °C. Le cumul annuel moyen de précipitations est de 684 mm, avec 10,6 jours de précipitations en janvier et 6,8 jours en juillet. Pour la période 1991-2020, la température moyenne annuelle observée sur la station météorologique la plus proche, située sur la commune de Neuville-de-Poitou à 2,36 km à vol d'oiseau, est de 12,5 °C et le cumul annuel moyen de précipitations est de 704,6 mm,. Pour l'avenir, les paramètres climatiques de la commune estimés pour 2050 selon différents scénarios d'émission de gaz à effet de serre sont consultables sur un site dédié publié par Météo-France en novembre 2022.

### Milieux naturels et biodiversité
Les plaines du Mirebalais et du Neuvillois qui couvrent 100 %  du territoire communal sont classées comme zones naturelles d'intérêt écologique, faunistique et floristique (ZNIEFF).

## Urbanisme

### Typologie
Au 1er janvier 2024, Yversay est catégorisée commune rurale à habitat dispersé, selon la nouvelle grille communale de densité à sept niveaux définie par l'Insee en 2022.
Elle est située hors unité urbaine. Par ailleurs la commune fait partie de l'aire d'attraction de Poitiers, dont elle est une commune de la couronne,. Cette aire, qui regroupe 97 communes, est catégorisée dans les aires de 200 000 à moins de 700 000 habitants,.

### Occupation des sols

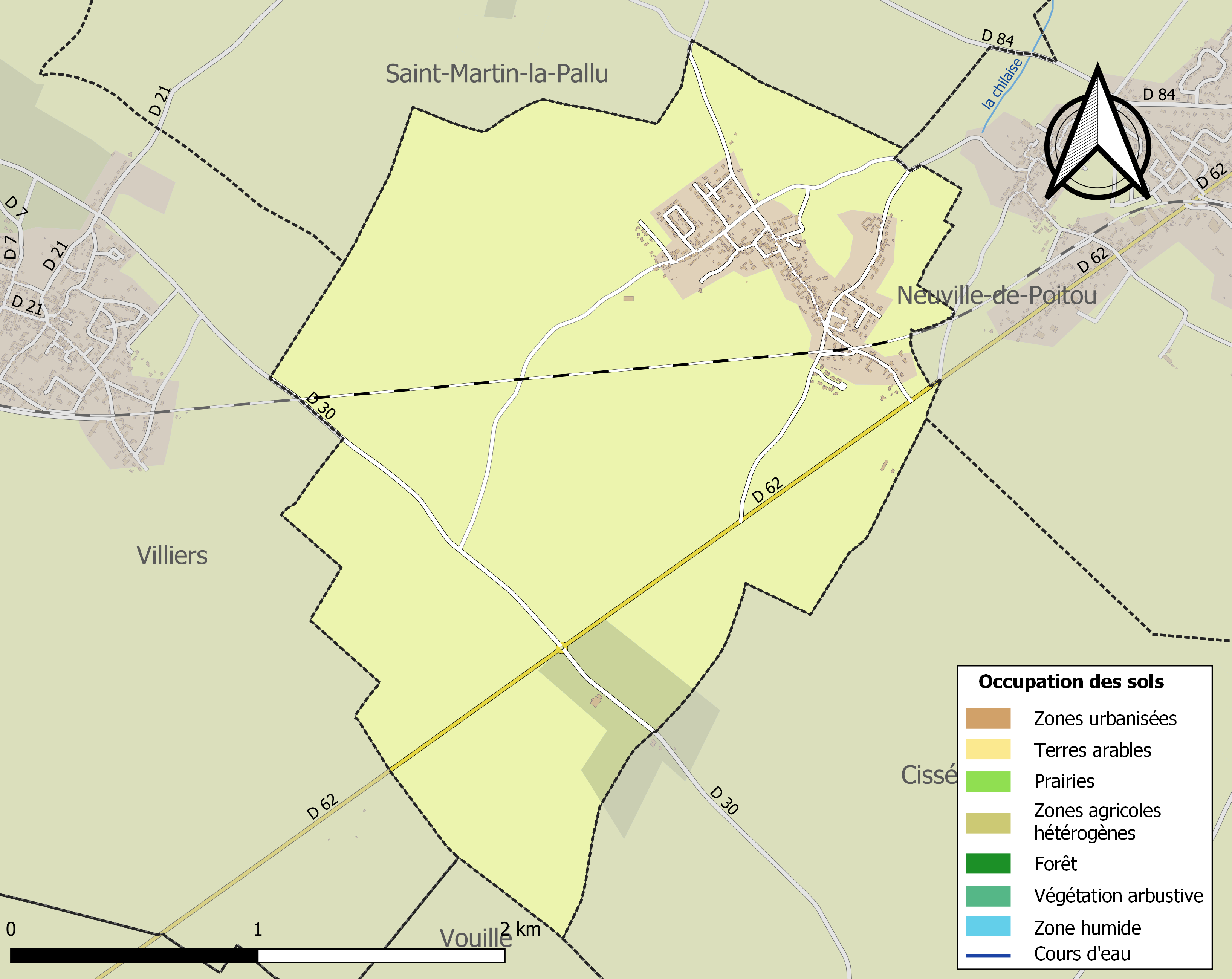
Carte des infrastructures et de l'occupation des sols de la commune en 2018 (CLC).

L'occupation des sols de la commune, telle qu'elle ressort de la base de données européenne d’occupation biophysique des sols Corine Land Cover (CLC), est marquée par l'importance des territoires agricoles (93 % en 2018), en diminution par rapport à 1990 (94,7 %). La répartition détaillée en 2018 est la suivante : 
terres arables (89,8 %), zones urbanisées (7 %), zones agricoles hétérogènes (3,3 %). L'évolution de l’occupation des sols de la commune et de ses infrastructures peut être observée sur les différentes représentations cartographiques du territoire : la carte de Cassini (XVIIIe siècle), la carte d'état-major (1820-1866) et les cartes ou photos aériennes de l'IGN pour la période actuelle (1950 à aujourd'hui).

### Habitat et logement
En 2020, le nombre total de logements dans la commune était de 227, alors qu'il était de 183 en 2015 et de 119 en 2010.
Parmi ces logements, 97,8 % étaient des résidences principales, 0,9 % des résidences secondaires et 1,3 % des logements vacants. Ces logements étaient pour 99,6 % d'entre eux des maisons individuelles et pour 0,4 % des appartements.
Le tableau ci-dessous présente la typologie des logements à Yversay en 2020 en comparaison avec celle de la Vienne et de la France entière. Une caractéristique marquante du parc de logements est ainsi une proportion de résidences secondaires et logements occasionnels (0,9 %) inférieure à celle du département (5,9 %) et  à celle de la France entière (9,7 %). Concernant le statut d'occupation de ces logements, 92,3 % des habitants de la commune sont propriétaires de leur logement (90,6 % en 2015), contre 61,5 % pour la Vienne et 57,5 pour la France entière.
| Typologie                                               | Yversay | Vienne | France entière |
| ------------------------------------------------------- | ------- | ------ | -------------- |
| Résidences principales (en %)                           | 97,8    | 84,6   | 82,1           |
| Résidences secondaires et logements occasionnels (en %) | 0,9     | 5,9    | 9,7            |
| Logements vacants (en %)                                | 1,3     | 9,5    | 8,2            |

### Risques naturels et technologiques
Le territoire de la commune d'Yversay est vulnérable à différents aléas naturels : météorologiques (tempête, orage, neige, grand froid, canicule ou sécheresse), mouvements de terrains et séisme (sismicité modérée). Il est également exposé à un risque technologique, le transport de matières dangereuses. Un site publié par le BRGM permet d'évaluer simplement et rapidement les risques d'un bien localisé soit par son adresse soit par le numéro de sa parcelle.

#### Risques naturels

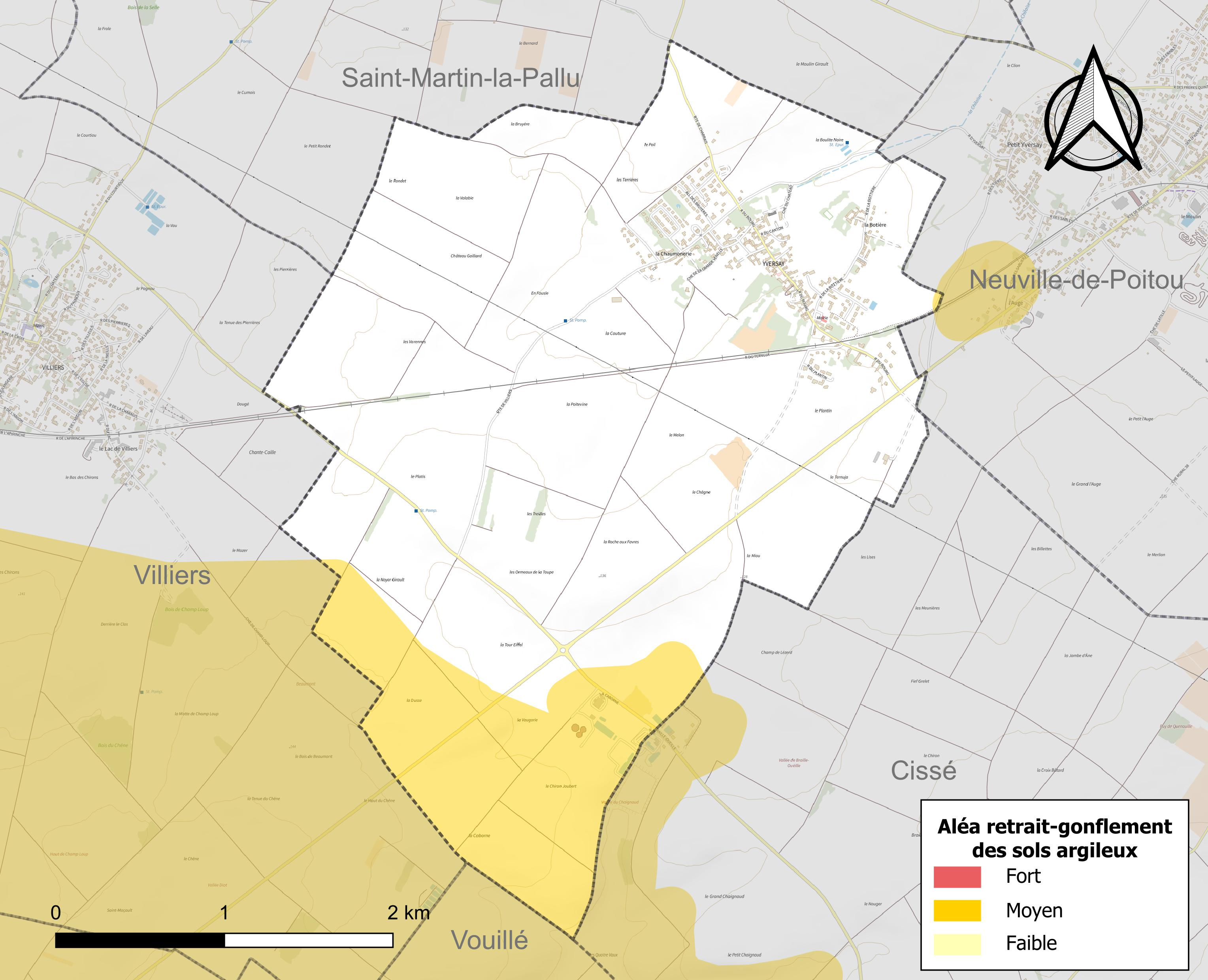
Carte des zones d'aléa retrait-gonflement des sols argileux d'Yversay.

Les mouvements de terrains susceptibles de se produire sur la commune sont des tassements différentiels. Le retrait-gonflement des sols argileux est susceptible d'engendrer des dommages importants aux bâtiments en cas d’alternance de périodes de sécheresse et de pluie. 16,1 % de la superficie communale est en aléa moyen ou fort (79,5 % au niveau départemental et 48,5 % au niveau national). Depuis le 1er octobre 2020, en application de la loi ÉLAN, différentes contraintes s'imposent aux vendeurs, maîtres d'ouvrages ou constructeurs de biens situés dans une zone classée en aléa moyen ou fort,.
La commune a été reconnue en état de catastrophe naturelle au titre des dommages causés par les inondations et coulées de boue survenues en 1982, 1995, 1999 et 2010 et par des mouvements de terrain en 1999 et 2010.

## Toponymie
Le nom du bourg pourrait dériver du patronyme germanique d'un homme appelé Ibert ou Evricus.

## Politique et administration

### Rattachements administratifs et électoraux

#### Rattachements administratifs
La commune se trouve dans l'arrondissement de Poitiers du département de l'Vienne.
Elle faisait partie depuis 1793 du canton de Neuville-de-Poitou. Dans le cadre du redécoupage cantonal de 2014 en France, cette circonscription administrative territoriale a disparu, et le canton n'est plus qu'une circonscription électorale.

#### Rattachements électoraux
Pour les élections départementales, la commune fait partie depuis 2014 du canton de Migné-Auxances
Pour l'élection des députés, elle fait partie de la première circonscription de la Vienne.

### Intercommunalité
Yversay était membre de la communauté de communes du Neuvillois, un établissement public de coopération intercommunale (EPCI) à fiscalité propre créé en 1998 et auquel la commune avait transféré un certain nombre de ses compétences, dans les conditions déterminées par le code général des collectivités territoriales.
Dans le cadre des dispositions de la loi portant nouvelle organisation territoriale de la République du 7 août 2015, qui prévoit que les établissements publics de coopération intercommunale (EPCI) à fiscalité propre doivent avoir un minimum de 15 000 habitants, cette intercommunalité a fusionné avec ses voisines  pour former, le 1er janvier 2017, la communauté de communes du Haut-Poitou, dont est désormais membre la commune.

### Liste des maires
| Période       | Période                        | Identité      | Étiquette | Qualité                                                                              |
| ------------- | ------------------------------ | ------------- | --------- | ------------------------------------------------------------------------------------ |
| 2001          | automne 2023                   | André Jimblet |           | Employé retraité Vice-président de la CC du Haut-Poitou (2017 → 2017) Démissionnaire |
| octobre 2023, | En cours (au 30 novembre 2023) | Anthony Lamy  |           | Profession intermédiaire de la santé et du travail social                            |

## Équipements et services publics

### Justice, sécurité, secours et défense
La commune relève du tribunal d'instance de Poitiers, du tribunal de grande instance de Poitiers, de la cour d'appel  de Poitiers, du tribunal pour enfants de Poitiers, du conseil de prud'hommes de Poitiers, du tribunal de commerce de Poitiers, du tribunal administratif de Poitiers et de la cour administrative d'appel  de  Bordeaux, du tribunal des pensions de Poitiers, du tribunal des affaires de la Sécurité sociale de la Vienne, de la cour d’assises de la Vienne.

## Population et société

### Démographie
L'évolution du nombre d'habitants est connue à travers les recensements de la population effectués dans la commune depuis 1793. Pour les communes de moins de 10 000 habitants, une enquête de recensement portant sur toute la population est réalisée tous les cinq ans, les populations de référence des années intermédiaires étant quant à elles estimées par interpolation ou extrapolation. Pour la commune, le premier recensement exhaustif entrant dans le cadre du nouveau dispositif a été réalisé en 2004.

En 2022, la commune comptait 636 habitants, en évolution de +29,01 % par rapport à 2016 (Vienne : +0,6 %, France hors Mayotte : +2,11 %).
| 1793 | 1800 | 1806 | 1821 | 1831 | 1836 | 1841 | 1846 | 1851 |
| ---- | ---- | ---- | ---- | ---- | ---- | ---- | ---- | ---- |
| 250  | 304  | 276  | 308  | 325  | 334  | 338  | 335  | 332  |

| 1856 | 1861 | 1866 | 1872 | 1876 | 1881 | 1886 | 1891 | 1896 |
| ---- | ---- | ---- | ---- | ---- | ---- | ---- | ---- | ---- |
| 323  | 335  | 343  | 323  | 340  | 343  | 330  | 290  | 253  |

| 1901 | 1906 | 1911 | 1921 | 1926 | 1931 | 1936 | 1946 | 1954 |
| ---- | ---- | ---- | ---- | ---- | ---- | ---- | ---- | ---- |
| 260  | 271  | 248  | 224  | 222  | 205  | 200  | 194  | 228  |

| 1962 | 1968 | 1975 | 1982 | 1990 | 1999 | 2004 | 2006 | 2009 |
| ---- | ---- | ---- | ---- | ---- | ---- | ---- | ---- | ---- |
| 198  | 217  | 182  | 220  | 237  | 246  | 253  | 255  | 265  |

| 2014 | 2019 | 2022 | - | - | - | - | - | - |
| ---- | ---- | ---- | - | - | - | - | - | - |
| 449  | 602  | 636  | - | - | - | - | - | - |

Grâce à l'ouverture à l'urbanisation d'une vingtaine d'hectares et à la proximité de la commune à Poitiers, sa population a plus que doublée entre 2014 et 2019, générant des difficultés à la mairie pour offrir aux nouveaux habitants les services dont elle a besoin.

## Économie
Selon la direction régionale de l'Alimentation, de l'Agriculture et de la Forêt de Poitou-Charentes, il y a huit exploitations agricoles en 2010 comme en 2000.
Les surfaces agricoles utilisées ont passé de 358 hectares à 303 hectares. Elles sont destinées essentiellement à la culture des céréales (blé tendre).

## Culture locale et patrimoine

### Lieux et monuments
- Le château d'Yversay, qui est inscrit comme monument historique depuis 1988 (ISMH).
- Ouvert à la visite payante du 7 Juillet au 15 Août 2025 (10h 16h) Visite du parc, de la cuisine et partage d'informations historiques. Pique nique possible dans le parc

### Personnalités liées à la commune
- Philippe Jouslard d'Iversay (1728-1804), homme politique né au château d'Yversay, député de la noblesse aux États généraux de 1789.
- Louis-Florentin Calmeil (1798 - 1895) : psychiatre français et historien de la psychiatrie, y est né.